# Discoverer 3
Discoverer 3 – amerykański satelita technologiczny. Stanowił część tajnego programu CORONA. 

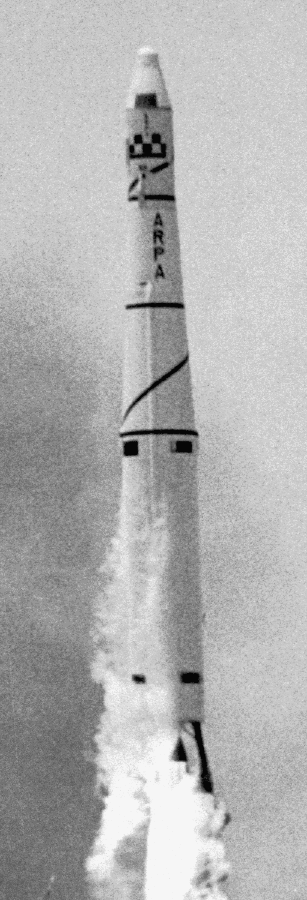
Nieudany start rakiety Thor Agena A z satelitą Discoverer 3 serii Corona KH-1, 3 czerwca 1959.

## Przebieg misji
Misja Discoverera 3 nie powiodła się z powodu za małego ciągu wytworzonego przez silniki rakiety nośnej Thor Agena A. Statek nie osiągnął orbity.